# Johann Ulrich Hubschmied
Johann Ulrich Hubschmied (* 4. Februar 1881 in Rüschegg; † 14. Mai 1966 in Küsnacht; Bürger von Madiswil, ab 1935 von Küsnacht) war ein Schweizer Romanist und Ortsnamenforscher.
Die Schreibung des Nachnamens wechselt innerhalb der Familie zwischen Hubschmid und Hubschmied. So schrieb sich der Vater Johann Hubschmid mit «i», der Sohn Johann Ulrich Hubschmied mit «ie» und der Enkel Johannes Hubschmid wiederum mit «i». Die Schreibung mit «i» ist in der Schweiz sowohl beim Familiennamen «Schmid» wie auch beim Familiennamen «Hubschmid» die übliche.

## Leben
Hubschmied, Sohn eines aus dem Oberaargau stammenden, jedoch im Schwarzenburgischen wirkenden Pfarrers, wurde erst vom Vater zu Hause, dann an der örtlichen Dorfschule unterrichtet und besuchte ab 1896 das Gymnasium in der Stadt Bern. Nach bestandener Matura studierte er zuerst an der Universität Zürich, später an der Universität Bern Romanistik und Germanistik; seine wichtigsten Lehrer waren Heinrich Morf, Louis Gauchat und Samuel Singer; hinzu kamen Auslandsemester in Florenz bei Ernesto Parodi und in Paris bei Jules Gilliéron und Mario Roques. Zurück in Bern, erhielt er 1904 das Gymnasiallehrerdiplom für Französisch, Italienisch und Latein. Seine Dissertation über die Bildung des Imperfekts im Frankoprovenzalischen schloss er 1907 ab; eine vollständig überarbeitete Version wurde 1914 gedruckt.
Hubschmied arbeitete zuerst kurz an der Zentralbibliothek Zürich und anschliessend – als Nachfolger von Heinrich Bruppacher – ab 1906 als Redaktor am Schweizerischen Idiotikon, dem Wörterbuch der schweizerdeutschen Sprache. Da zwischen den romanischen und den deutschen Mundarten der Schweiz zahlreiche Interferenzen bestehen, wurden am Idiotikon  besonders seine Kenntnisse der westschweizerischen Patois geschätzt. Hubschmied verliess die Stelle jedoch schon 1909 wieder, weil sein Nebenberuf als Lehrer besser als derjenige des Redaktors entlöhnt war, blieb der Idiotikon-Redaktion aber als Auskunftsperson für romanistische Fragen erhalten. Sein Nachfolger am Wörterbuch wurde der nachmalige Indologe Emil Abegg.
1911 wurde Hubschmied vollamtlicher Lehrer für Französisch, Deutsch und Latein am Zürcher Lehrerseminar in Küsnacht. Von 1923 bis 1949 wirkte er als Französisch- und Italienischlehrer an der Kantonsschule in Zürich. In dieser Zeit arbeitete er sich in die keltischen Sprachen ein und begann, über Ortsnamen zu publizieren. Durch Vermittlung seines Studienfreundes Jakob Jud erhielt er 1931 einen regelmässigen einstündigen Lehrauftrag für Ortsnamenkunde an der Universität Zürich und 1944/45 habilitierte er sich auf Anregung Juds zum Privatdozenten. Als Habilitationsschrift wurde seine Antrittsvorlesung über Götter und Dämonen in Flussnamen angenommen. Von 1947 bis 1952 wirkte Hubschmied schliesslich als Titularprofessor.
Johann Ulrich Hubschmied war mit Hedwig Bünzli (1878–1962) verheiratet. Ihr Sohn Johannes Hubschmid  (1916–1995) wurde Professor für romanische Philologie in Heidelberg.

## Schaffen und wissenschaftsgeschichtliche Einordnung
Johann Ulrich Hubschmied publizierte neben seiner Tätigkeit als Lehrer gegen hundert Aufsätze auf dem Gebiet der romanischen, gallischen, illyrischen und zuletzt auch etruskischen Sprache. Sein Bestreben war es, über die Deutung von Ortsnamen das Denken und die Vorstellungswelt der voralemannischen Bewohner der Schweiz zu erschliessen. Er war überzeugt, dass das Keltische und das Etruskische in den Alpen auch während der römischen Zeit noch lange weitergelebt hätten.
Hubschmied wurde schon zu Lebzeiten «oft bewundert, oft angegriffen». Seine Ablehnung des streng wissenschaftlichen und rationalistischen Vorgehens, das er als «junggrammatisch» verunglimpfte, brachte ihn in einen Gegensatz zu den damals führenden Indogermanisten und Romanisten wie Julius Pokorny, Wilhelm Meyer-Lübke, Ernst Gamillscheg und Jakob Jud.
Die etruskische Basis, auf die er zahlreiche rätoromanische Ortsnamen zurückführen wollte, wurde von Andrea Schorta, dem Bearbeiter des Rätischen Namenbuches und Doyen der Bündner Namenforschung, zurückgewiesen. Auch sein mythologisches Denken fand Widerspruch: So ist es zwar unbestritten, dass der Flussname Kander auf vorrömisch *kando- «weiss» zurückgeht, doch statt einfach die weissliche Färbung des Wassers als namengebend zu betrachten, schloss Hubschmied auf eine Flussgöttin namens Kandarâ «die Weisse», die von den damaligen Bewohnern des Tales verehrt worden sei. Die heutige Forschung führt auch viele deutschschweizerische Ortsnamen nicht mehr auf das Keltische zurück, wie Hubschmied das tat, sondern auf das Alemannische und ordnet sie damit einer viel jüngeren Epoche zu.
Aus heutiger Sicht liegt die Bedeutung Hubschmieds in erster Linie darin, dass er einer der wichtigsten Pioniere der Schweizer Ortsnamenforschung war.

## Publikationen (Auswahl)
- Mitarbeit an Band VI des Schweizerischen Idiotikons.
- Zur Bildung des Imperfekts im Frankoprovenzalischen. Die v-losen Formen. Mit Untersuchungen über die Bedeutung der Satzphonetik für die Entwicklung der Verbalformen. Diss. Univ. Bern. Niemeyer, Halle a. S. 1914.
- Sprachliche Zeugen für das späte Aussterben des Gallischen. In: Vox Romanica 3, 1938, S. 48–155.
- Über Ortsnamen des Amtes Burgdorf und der Gemeinden Bätterkinden und Utzenstorf. In: Heimatbuch Burgdorf, Bd. II. Langlois, Burgdorf 1938, S. 711–750.
- Über Ortsnamen des Amtes Frutigen. Frutigen 1940.
- Über Ortsnamen des Amtes Thun. In: Das Amt Thun. Eine Heimatkunde, Bd. I. Schaer, Thun 1944, S. 169–196.
- Bezeichnungen von Göttern und Dämonen als Flussnamen. Antrittsrede, gehalten am 1. Dezember 1945. Haupt, Bern 1947.

## Nachweise
1. ↑  Bericht an das h. eidg. Departement des Innern und an die h. Regierungen der der subventionierenden Kantone über den Gang der Arbeiten am schweizerdeutschen Idiotikon während des Jahres 1906, S. 3 f.
2. ↑  Bericht an das h. eidg. Departement des Innern und an die h. Regierungen der der subventionierenden Kantone über den Gang der Arbeiten am Schweizerdeutschen Idiotikon während des Jahres 1909, S. 1 f.
3. ↑  Konrad Huber: Johann Ulrich Hubschmied. 4. Februar 1881 – 13. Mai 1966. In: Vox Romanica 25, 1966, S. 191.
4. ↑  Johannes Hubschmid: Johan [sic] Ulrich Hubschmied. In: Onoma 11, 1964/65, S. 323.
5. ↑  Johannes Hubschmid: Johan [sic] Ulrich Hubschmied. In: Onoma 11, 1964/65, S. 322 f.
6. ↑  Paul Zinsli: J. U. Hubschmied. In: Onoma 8, 1958/59, S. 360. – Ein weiteres Beispiel für eine zweifelhafte mythologische Deutung ist diejenige des Flusses Limmat als «grosser Lindwurm»; siehe Limmat#Name.
7. ↑  Man vergleiche hierzu das Lexikon der schweizerischen Gemeindenamen und die kantonalen Ortsnamenbücher.
8. ↑  Konrad Huber: Johann Ulrich Hubschmied. 4. Februar 1881 bis 13. Mai 1966. In: Vox Romanica 25, 1966, S. 192.

| Personendaten    | Personendaten                      |
| ---------------- | ---------------------------------- |
| NAME             | Hubschmied, Johann Ulrich          |
| ALTERNATIVNAMEN  | Hubschmid, Johann Ulrich           |
| KURZBESCHREIBUNG | Schweizer Romanist und Onomastiker |
| GEBURTSDATUM     | 4. Februar 1881                    |
| GEBURTSORT       | Rüschegg                           |
| STERBEDATUM      | 14. Mai 1966                       |
| STERBEORT        | Küsnacht ZH                        |